# کارلنتینی
کارلنتینی (به ایتالیایی: Carlentini) یک کومونه در ایتالیا است که در استان سیراکوز واقع شده‌است.

## خصوصیات
کارلنتینی ۱۵۷ کیلومترمربع مساحت و ۱۷٬۵۰۹ نفر جمعیت دارد و ۱۹۰ متر بالاتر از سطح دریا واقع شده‌است.